# توریانسکی ورخ
توریانسکی ورخ (اسلوونیایی: Turjanski Vrh) یک منطقهٔ مسکونی در اسلوونی است که در Lower Styria واقع شده‌است.

## خصوصیات
توریانسکی ورخ ۰٫۵۵ کیلومترمربع مساحت و ۸۰ نفر جمعیت دارد و ۲۶۸٫۶ متر بالاتر از سطح دریا واقع شده‌است.